# رحماني (دليل ملاحة)

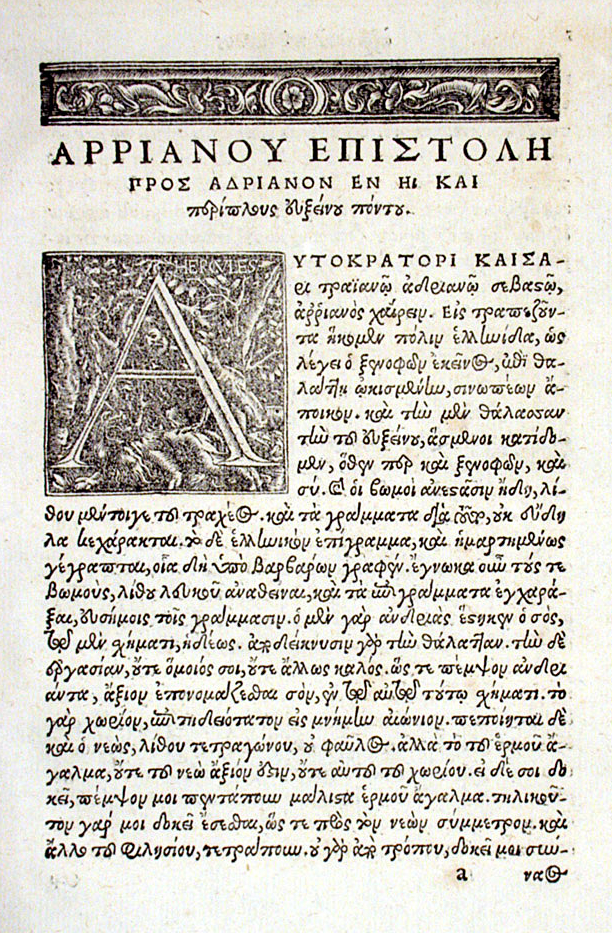

رحماني ويعرف أيضا باسم الرحمانية هو عبارة عن سجل كان يستخدمه البحارة كدليل ملاحة. ويعتقد أنها تعريب لكلمة (بالفارسية: رهمانج) أو (بالفارسية: رهنامه) ومعناها بالفارسية «كتاب الطريق» حيث لفظة راه تعني طريق ونامه تعني كتاب.
وهذه المرشدات البحرية معروفة عند الملاحين العرب منذ زمن بعيد، ففي كتابه «أحسن التقاسيم في معرفة الأقاليم» للمقدسي ترد الإشارة التالية في بداية الكتاب تحت باب ذكر البحار والأنهار: «ودرت على الجزيرة كلها من القلزم إلى عبادان، سوى ما توهت بنا المراكب إلى جزائره ولججه، وصاحبت مشايخ فيه ولدوا ونشأوا، من ربانيين واشاتمة ورياضيين ووكلاء وتجار، ورأيتهم من ابصر الناس به وبمراسيه وأرياحه وجزائره. فسألتهم عنه وعن أسبابه وحدوده ورأيت معهم دفاتر في ذلك يتدارسونها ويعولون عليها ويعملون بما فيها.»

## رحمانيات عربية
وصل الينا من التراث العربي بعض من تلك الرحمانيات، من أشهرها:
- كتاب «الفوائد في أصول علم البحر والقواعد» وقصيدة «حاوية الاختصار في علم البحار» لأحمد بن ماجد.
- «العمدة المهرية في ضبط العلوم البحرية» و«المنهاج الفاخر في علم البحر الزاخر» لسليمان بن أحمد المهري.
- منظومتين للربان الحضرمي الشيخ سعيد بن سالم باطايع (1180 هجرية/1766 ميلادية - 1273 هجرية/1856 ميلادية) الأولى في وصف الطريق من ميناء سيحوت إلى جزيرة زنجبار وتقع في 58 بيتا ونظمها عام (1220 هجرية/1805 ميلادية)، والثانية في وصف الطريق الملاحي من ميناء مسقط بعمان إلى ميناء المخا باليمن ونظمها عام (1217 هجرية/1802 ميلادية).
- مرشد ملاحي موجود في مكتبة المتحف البريطاني، اشترك في نسخ مادته اثنان: الأول مجهول نسخه تحت عناية مالك الكتاب وهو سعيد بن أحمد بن خميس بن بريك، وقد فرغ منه في 20 رجب عام 1260 هجرية (5 أغسطس 1844 ميلادية)، والثاني سعيد بن أحمد بن ماطر التمامي وهو يسبق هذا الكتاب باثنتين وثلاثين سنة تقريبا. وقصة هذا المخطوط تعود إلى أن السلطات البريطانية عثرت عليه في حمولة سفينة صادرتها بتهمة المتاجرة بالرقيق، وذلك قرب رأس الحد في الطرف الجنوبي الشرقي من سلطنة عمان، ونقل إلى مكتبة المتحف البريطاني عام 1885 ميلادية.[2]
- دليل المحتار في علم البحار للربان الكويتي عيسى بن عبد الوهاب القطامي (1870 ميلادية - 1967 ميلادية) وقد نشره عام 1915 طبعة أولى ثم طبعة ثانية عام 1924 ببغداد.[2]
- معدن الأسرار في علم البحار لناصر بن علي بن ناصر الخضوري (1870 ميلادية - 1962 ميلادية) من مواليد مدينة صور العمانية.[4]